# Richard O'Barry
Richard O'Barry (ou Ric O'Barry), né Richard Barry O'Feldman 14 octobre 1939 à Miami (Floride), est un militant américain, ancien soigneur et dresseur du Miami Seaquarium, en particulier des grands dauphins. Il a été le dresseur des dauphins de la série télévisée Flipper le dauphin. Il milite aujourd'hui pour la protection des cétacés et la fermeture des delphinariums.

## Biographie
Ric O'Barry fut pendant plusieurs années le dresseur des cinq femelles grands dauphins jouant le rôle de Flipper. dans la série télévisée du même nom. La mort, dans ses bras, du dernier dauphin « acteur », Kathy, qu'il considère comme un suicide, l'amena à combattre les delphinariums dès 1970, lorsqu'il tenta de libérer un dauphin captif aux Bahamas, le lendemain de la mort de Kathy. Cela lui valut la prison, mais il continua par la suite à se battre pour les droits des dauphins captifs.
En 1991, Il crée l'association Dolphin Project qui a pour but de rééduquer d'anciens dauphins captifs afin de pouvoir les relâcher en milieu naturel. Il milite notamment contre les massacres de dauphins à Taiji au Japon, qui sont au cœur du film documentaire The Cove et dont Richard O'Barry est l'un des personnages centraux. Ce projet a pour ambassadrice l'actrice Maisie Williams (Game of Thrones), et est notamment soutenu par le chanteur Harry Styles des One Direction.
En septembre 2015, il est arrêté par la police japonaise pour ne pas être en possession de son passeport. En janvier 2016, il se voit refuser l'entrée sur le territoire japonais, les autorités le suspectant de venir y mener des campagnes activistes.
Sa femme Helene O’Barry participe également aux campagnes de protection des dauphins.